# Atol Rongelap
O Atol Rongelap é um atol das Ilhas Ralik, pertencente às Ilhas Marshall, na Micronésia. É composto por 61 ilhotas com área de 8 km². A lagoa interior tem cerca de 1000 km². Em 1945 o vento levou partículas radioactivas do primeiro teste nuclear pelo que os habitantes deste atol foram evacuados para o atol Kwajalein para receber assistência médica ainda que para alguns já tenha sido demasiado tarde. Em 1957 permitiu-se o regresso dos nativos até uma segunda evacuação, ajudada pela organização Greenpeace em 1985. Em 1996 o Departamento do Interior dos Estados Unidos chegou a acordo pelo qual entregou 45 milhões de dólares aos nativos para a recolonização do atol.

## Evolução demográfica
| População  |      |      |      |      |      |      |  |  |  |
| Ano        | 1958 | 1967 | 1973 | 1980 | 1988 | 1999 |  |  |  |
| Habitantes | 264  | 189  | 165  | 235  | 0    | 19   |  |  |  |
|            |      |      |      |      |      |      |  |  |  |